# 戎绍鑫
戎紹鑫(—2021年12月9日），中华民国陆军少将，臺灣著名演员戎祥之父。

## 生平
祖籍河南開封。毕业于黄埔军校第三十期。曾任嚴家淦之武官。後升至蒋经国下七海侍衛隊，由蔣經國委派為謝東閔之侍衛官。历任中华民国陸軍中華民國三軍儀隊大隊長、臺灣警備總司令部參謀長和海岸巡防司令部參謀長。
2006年9月，任中華台海兩岸和平發展策進會理事長。2006年11月，任台灣外僑關懷協會理事長。2013年6月，任陸軍官校校友總會、基金会董事長。2014年9月，任中央軍事院校校友總會顧問。2015年，任中華黃埔四海同心會副會長，中央軍事院校校友總會常務監事。2017就任中華安清協會理事長（青門悟字輩，與蔣介石同）去世前任中華海峽兩岸文經互利協進會荣誉顾问、名譽理事長、威創保全榮譽董事長、中华民国三军儀隊退伍兄弟协会顾问、台北市陸軍軍官學校校友會理事長。擅长武术散打，是中華武術散打搏擊協會顾问，并任全球洪門聯盟首席顧問。

## 家庭
有二子：
- 长子戎祥，台湾名演员，于2013年1月猝逝[7]
- 二子戎威

## 外部来源
1. ↑  蔡曉婷. . 中時新聞網.   [2021-12-22]. （原始内容存档于2021-12-22）.
2. 1 2  . 中华民国退儀邦.   [2015-12-07]. （原始内容存档于2018-03-15）.
3. 1 2  . 中国评论新闻. 2014-03-29  [2015-12-07]. （原始内容存档于2017-09-02）.
4. ↑  . 齐鲁网. 2015-05-18  [2015-12-07]. （原始内容存档于2016-04-08）.
5. ↑  . 洪门.   [2015-12-07]. （原始内容存档于2016-03-04）.
6. ↑  . 今日新闻. 2012年10月28日.
7. ↑  . 香港新闻. 2013年1月26日  [2015年12月7日]. （原始内容存档于2018年10月22日）.